# Birger Jonasson
Birger Jonasson, född 6 maj 1938 i Österkorsberga, död 1 februari 2025 i Visby, var en svensk konstnär och tecknare.
Jonasson studerade på Målarskolan Forum i Malmö 1961–1962 Glyptoteket och danska konstakademien i Köpenhamn 1963–1965. Separat har han ställt ut på ett flertal platser bland annat på Smålands museum i Växjö, Smålands konstarkiv i Värnamo, Norrbottens museum i Luleå, Konstnärshuset i Stockholm och på Gamla Stadshuset i Kiruna. Han medverkade i samlingsutställningar med Skånes konstförening, Liljevalchs Stockholmssalong, Unga tecknare på Nationalmuseum samt i Oslo, Bergen, Helsingfors, Köpenhamn och Reykjavik. Tillsammans med Emma Jonasson ställde han ut på Galleri 5 i Visby. Bland hans offentliga arbeten märks fyra målningar för Vårdcentralens trapphall i Arvidsjaur och triptyken Strömkarlar för Vattenfalls kontorsbyggnad Luleå. Han har tilldelats Växjö stads kulturstipendium 1968, Statens arbetsstipendium 1977, Jönköpings läns kulturstipendium, Svenska konstnärernas förenings stipendium ur Hilda och Richard Wollerts minnesfond 1987, Ateljéstipendium 1990, Bildkonstnärsfondens arbetsstipendium 1992, Kirunastipendiet 1993, Bildkonstnärsfondens arbetsstipendium 1996 och Piteå konstförenings stipendium, 1998. Hans konst består av skildringar som visar människans ensamhet och gemenskap, från mitten av 60-talet tillkom de starkt engagerade målningarna mot krig och förtryck. Jonasson är representerad vid Moderna museet, Smålands konstarkiv i Värnamo, Vetlanda museum, Gällivare kommun, Folkets Hus i Södertälje, Sundsvalls museum, Norrbottens museum, Malmöhus läns landsting, Gotlands konstmuseum, Kirunas gamla stadshus, Jönköpings läns museum och Luleå kommun.